# Coelioxys ruficincta
Coelioxys ruficincta är en biart som beskrevs av Cockerell 1931. Coelioxys ruficincta ingår i släktet kägelbin, och familjen buksamlarbin. Inga underarter finns listade i Catalogue of Life.